# Sinigang

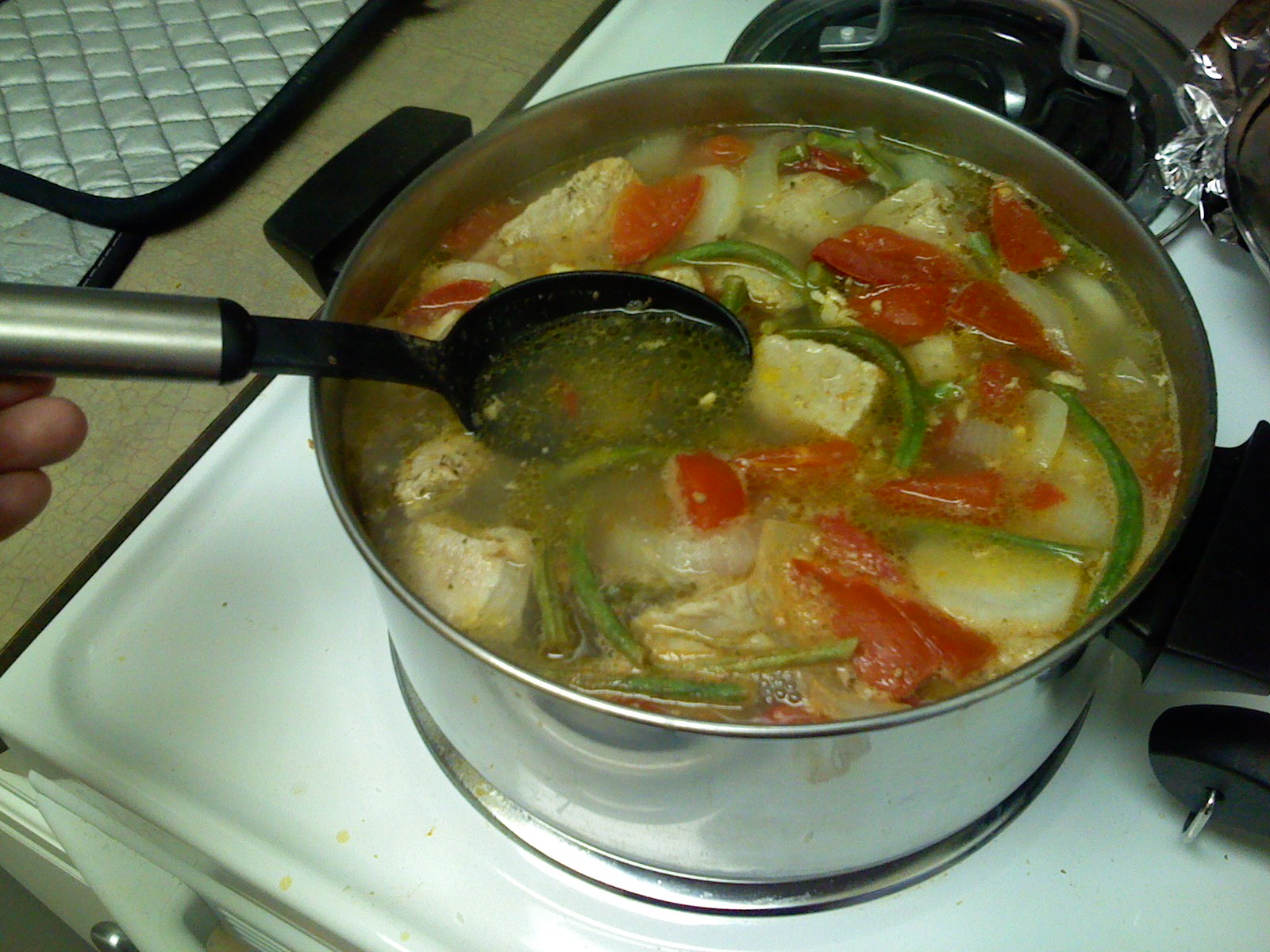
Een pannetje sinigang

Sinigang is een zure soep, die karakteristiek is voor de Filipijnse keuken. Het is een gerecht dat dateert van voor de Spaanse overheersing. Verschillende regio's van de Filipijnen hebben hun eigen lokale variant van Sinigang
Het gerecht kan gevuld worden met verschillende combinaties van vlees en/of groenten, en is relatief simpel te maken. De zure smaak wordt doorgaans verkregen door het gebruik van tamarinde.

## Oorsprong
Sinigang betekent gestoofd gerecht, van het woord sigang uit het Tagalog dat stoven betekent.